# Vitbukig flyghöna
Vitbukig flyghöna (Pterocles alchata) är en fågel i familjen flyghöns som förekommer från Medelhavsområdet österut till Indien.

## Utseende
Vitbukig flyghöna är en kraftigt byggd och medelstor fågel, 31–39 centimeter lång, och liksom andra flyghönor med duvlikt litet huvud, långa spetsiga vingar och snabb flykt. Den är generellt kryptiskt färgad i olivgrönt, brunt, gulbrunt, grått och svart. Ett kastanjebrunt bröstband skiljer den vita buken från den gulgröna halsen. I flykten syns den vita buken tydligt, liksom vita vingundersidor och förlängda mittersta stjärtfjädrar. Honan är lik hanen men blekare.

## Läte
Flyktlätet är ett skorrande och hårt "rrräh-a", på håll påminnande om svarthuvad mås.

## Utbredning och systematik
Vitbukig flyghöna delas in i två distinkta underarter med följande utbredning:
- Pterocles alchata alchata – förekommer i Spanien och södra Frankrike, tidigare Portugal
- Pterocles alchata caudacutus – förekommer från Västsahara till Mellanöstern och västra Indien

Östliga populationer, framför allt de från Kazakstan, flyttar vintertid till Pakistan och delar av norra Indien.

## Ekologi

### Levnadsmiljö
Vitbukig flyghöna årerfinns i öppet stenlandskap, halvöken, trädlösa slätter och ibland i uttorkade lerslätter. Vintertid besöker den även jordbruksmark, men föredrar sandigare jord och mycket mindre beroende av växtlighet än svartbukig flyghöna som den delar utbredningsområde med. Den förekommer inte heller till skillnad från denna över 1000 meter över havet.

### Föda
Fågeln födosöker ofta i grupp och samlas i stora antal för att dricka vatten strax efter gryning. Vitbukig flyghöna lever framför allt av frön, men också knoppar, skott och löv. Den intar ibland också sklbaggar och andra små ryggradslösa djur, liksom grus för att hjälpa till vid matsmältningen.

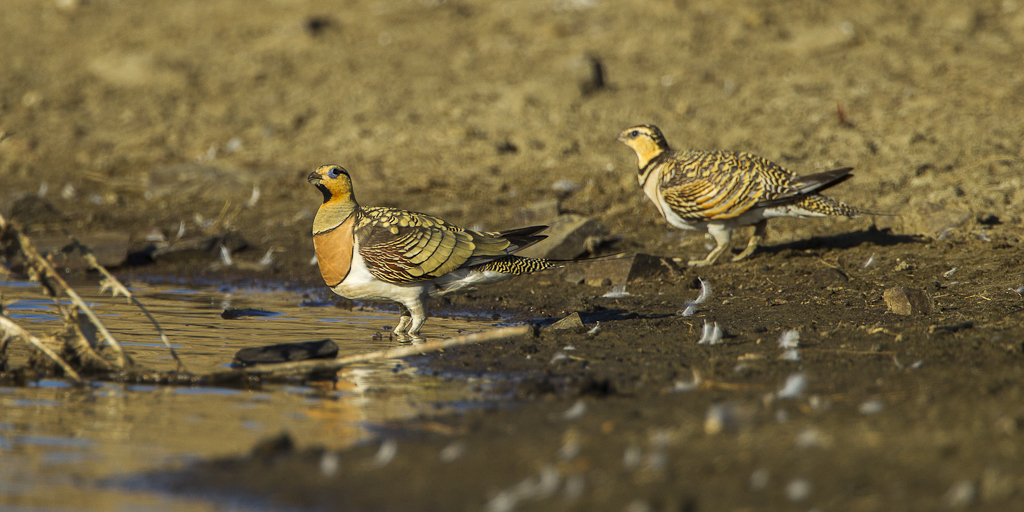
Hane och hona vitbukig flyghöna vid ett vattenhål.

### Häckning
Boet är inget mer än en uppskrapad grop i en sänka, där den lägger två till tre ägg. Båda könen ruvar i 19–25 dagar och turas om att hämta vatten till dem genom att blötlägga bukfjädrarna vid vattenhålen. Ungarna lämnar boet kort efter de föds.

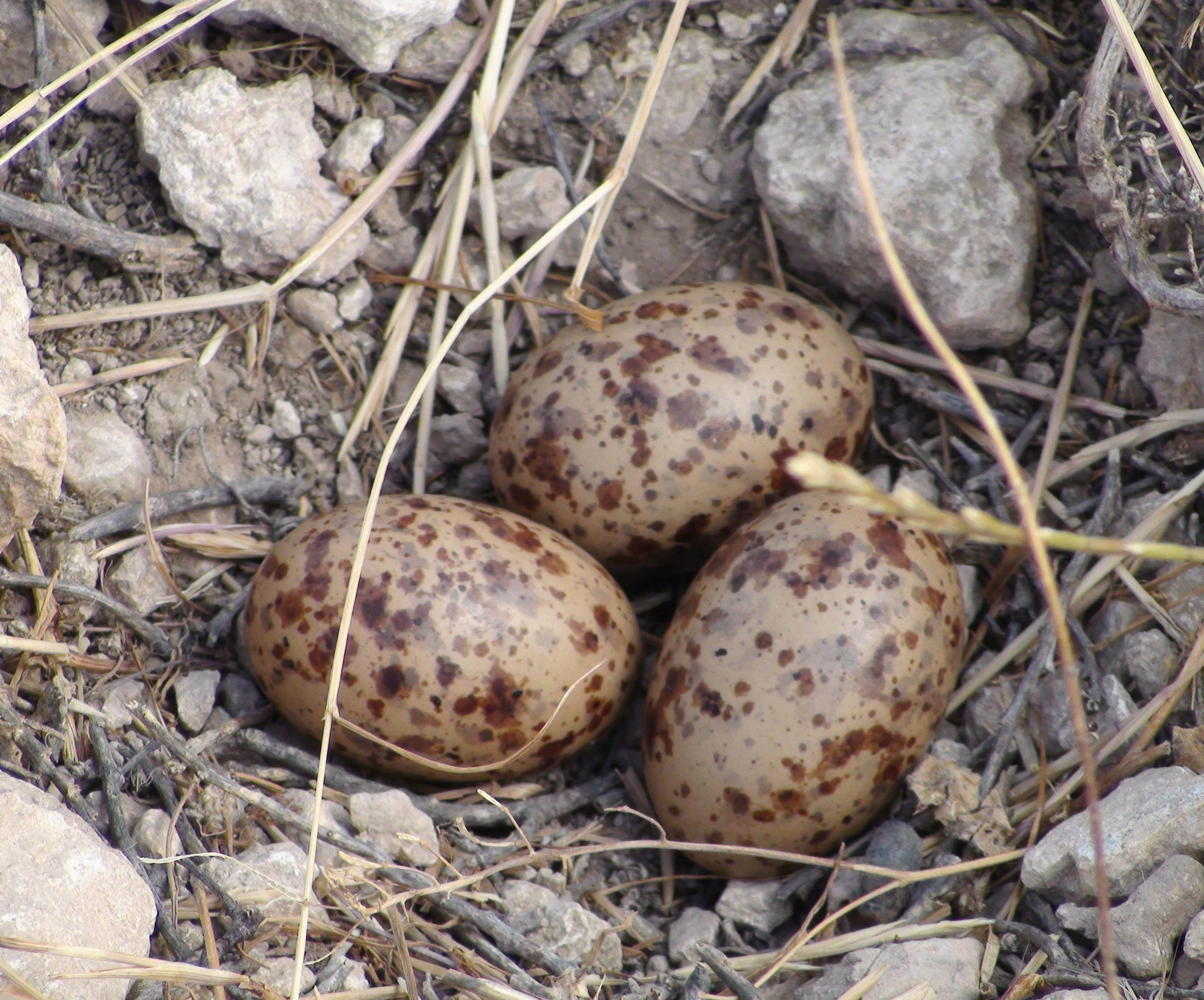
Ett bo med ägg.

## Status
Arten har ett stort utbredningsområde, en stor population och den globala populationstrenden är stabil. Utifrån dessa kriterier kategoriserar IUCN arten som livskraftig (LC). I Europa tros det häcka mellan 4.200 och 6.200 par.